# Doug McMahon
Douglas Alexander „Doug“ McMahon (* 16. Oktober 1917 in Winnipeg, Manitoba; † 16. April 1997 in Montreal, Québec) war ein kanadischer Fußballspieler.

## Karriere
Doug McMahon ging im Herbst 1938 für ein einmonatiges Probetraining zum englischen Klub Wolverhampton Wanderers und unterzeichnete am 11. Oktober einen Profivertrag. Sein Pflichtspieldebüt gab er am 1. Januar 1939 als rechter Halbstürmer gegen den FC Blackpool, es blieb zugleich sein einziger Einsatz. Die Saison beendete Wolverhampton als Vizemeister hinter Everton, in der Saisonpause ging McMahon mit Wolverhampton auf Europatournee. Durch die Einstellung des Spielbetriebs der First Division unmittelbar nach Kriegsausbruch im September 1939, waren McMahon keine weiteren Einsätze im Profifußball vergönnt. In der ersatzweise ausgetragenen Wartime League absolvierte er in der Spielzeit 1939/40 einige weitere Partien für die „Wolves“ (6 Spiele/9 Tore) und war als Gastspieler auch bei Chester City (5/8) aktiv.
1941 meldete er sich als Freiwilliger beim Militär und diente in der Reserve der Royal Canadian Navy als Telegraphist. Nach seiner Entlassung aus dem Militärdienst im August 1945 setzte er seinen Fußballerkarriere bei den Chicago Maroons in der neu gegründeten North American Professional Soccer League fort. 1948 gewann McMahon mit Montreal Carsteel die kanadische Meisterschaft, in den beiden Finalpartien gegen Hamilton Westinghouse (3:1 und 3:3) traf er dreimal, insgesamt erzielte er in dieser Saison 71 Tore. 1956 fungierte er als Trainer von Montreal Sparta.
Da das kanadische Nationalteam zwischen 1927 und 1957 lediglich 1937 zwei Partien austrug, brachte es McMahon zu keinem Länderspieleinsatz. Für eine ostkanadische Auswahl kam er in den Jahren 1947 und 1948 zu zwei Einsätzen gegen eine US-amerikanische Ostauswahl, 1949 absolvierte er zudem ein Spiel gegen ein schottisches Auswahlteam. 2002 wurde McMahon in der Kategorie Spieler in die Canadian Soccer Hall of Fame aufgenommen.